# Абрамчук, Николай Иванович
Никола́й Ива́нович Абрамчу́к (7 [20] ноября 1910 — 1 февраля 1974) — участник Великой Отечественной войны (капитан, командир эскадрильи 894-го истребительного авиационного полка 101-й истребительной авиационной дивизии ПВО), Герой Советского Союза (1943), подполковник (1954).

## Биография
Родился 20 ноября 1912 года в деревне Романовка Гродненской губернии (ныне — Волковысского района Гродненской области) в семье крестьянина Русский. Член КПСС с 1938 года. Работал котельщиком Астраханского судоремонтного завода. В 1926 году окончил школу ФЗУ. Учился на рабфаке Института инженеров водного транспорта. В Советской Армии с 1932 года. В 1936 году окончил Энгельсскую военную авиационную школу.
На фронте с июня 1941 года. Командир эскадрильи 894-го истребительного авиационного полка (101-я истребительная авиационная дивизия ПВО) капитан Абрамчук к июню 1943 года совершил 239 успешных боевых вылетов, лично сбил 11 самолётов противника.
9 октября 1943 года Указом Президиума Верховного Совета СССР капитану Николаю Ивановичу Абрамчуку присвоено высокое звание Героя Советского Союза с вручением ордена Ленина и медали «Золотая Звезда» (№ 1239).
После войны Н. И. Абрамчук служил в реактивной авиации. С 1954 года подполковник Абрамчук — в запасе. Жил в Киеве. Умер 1 февраля 1974 года. Похоронен в Киеве на Лукьяновском военном кладбище.

## Награды
- Медаль «Золотая Звезда» Героя Советского Союза
- Орден Ленина
- 2 ордена Красного Знамени
- Орден Красной Звезды
- Медаль «За боевые заслуги»
- Медаль «За оборону Сталинграда»
- Медаль «За победу над Германией в Великой Отечественной войне 1941—1945 гг.»